# Ixora iteoidea
Ixora iteoidea är en måreväxtart som beskrevs av Cornelis Eliza Bertus Bremekamp. Ixora iteoidea ingår i släktet Ixora och familjen måreväxter. Inga underarter finns listade i Catalogue of Life.